# Championnat de Finlande de hockey sur glace 1933-1934
Saison précédente Saison suivante
La saison 1933-1934 est la sixième saison de la SM-sarja.
Le HSK Helsinki remporte le 6e titre de champion de Finlande en terminant à la première place du classement.

## Déroulement

### Classement
| Clt   | Équipe        | PJ | V | D | N | BP | BC | Diff | Pts |
| ----- | ------------- | -- | - | - | - | -- | -- | ---- | --- |
| +001, | HSK Helsinki  | 3  | 2 | 1 | 0 | 6  | 2  | +4   | 5   |
| +002, | HPS Helsinki  | 3  | 2 | 0 | 1 | 6  | 6  | 0    | 4   |
| +003, | Ilves Tampere | 3  | 1 | 1 | 1 | 5  | 6  | -1   | 3   |
| +004, | HJK Helsinki  | 3  | 0 | 0 | 3 | 3  | 6  | -3   | 0   |

- Champion de Finlande
- Barrage de promotion-relégation
- Relégué en I-divisionna

### Meilleurs pointeurs
Cette section présente les meilleurs pointeurs de la saison.
| Clt | Joueur          | Équipe        | PJ | B | A | Pts | Pun |
| --- | --------------- | ------------- | -- | - | - | --- | --- |
| 1   | Jaakko Tiitola  | Ilves Tampere | 3  | 3 | 1 | 4   | 0   |
| 2   | Holger Sarmola  | HPS Helsinki  | 3  | 3 | 0 | 3   | 0   |
| 3   | Rolf Lauren     | HSK Helsinki  | 3  | 2 | 0 | 2   | 0   |
| 4   | Bertel Lindroos | HSK Helsinki  | 3  | 2 | 0 | 2   | 0   |
| 5   | Risto Tiitola   | Ilves Tampere | 3  | 2 | 0 | 2   | 0   |